# Mistrzostwa Świata w Lekkoatletyce 2017 – skok wzwyż mężczyzn
Skok wzwyż mężczyzn – jedna z konkurencji technicznych rozegranych podczas lekkoatletycznych mistrzostw świata na Stadionie Olimpijskim w Londynie.

## Terminarz
| Data        | Godzina |            |
| ----------- | ------- | ---------- |
| 11 sierpnia | 11:15   | Eliminacje |
| 13 sierpnia | 19:00   | Finał      |

## Rekordy
Tabela prezentuje rekord świata, rekordy poszczególnych kontynentów, mistrzostw świata, a także najlepszy rezultat na świecie w sezonie 2017 przed rozpoczęciem mistrzostw.
|                            | Zawodnik           | Wynik | Miejsce    | Data                      |
| -------------------------- | ------------------ | ----- | ---------- | ------------------------- |
| Rekord świata              | Javier Sotomayor   | 2,45  | Salamanka  | 27 lipca 1993(dts)        |
| Listy światowe             | Mutazz Isa Barszim | 2,38  | Oslo       | 15 czerwca 2017(dts)      |
| Rekord mistrzostw świata   | Bohdan Bondarenko  | 2,41  | Moskwa     | 15 sierpnia 2013(dts)     |
| Rekord Afryki              | Jacques Freitag    | 2,38  | Oudtshoorn | 5 marca 2005(dts)         |
| Rekord Ameryki Południowej | Gilmar Mayo        | 2,33  | Pereira    | 17 października 1994(dts) |
| Rekord Ameryki Północnej   | Javier Sotomayor   | 2,45  | Salamanka  | 27 lipca 1993(dts)        |
| Rekord Australii i Oceanii | Tim Forsyth        | 2,36  | Melbourne  | 2 marca 1997(dts)         |
| Rekord Azji                | Mutazz Isa Barszim | 2,43  | Bruksela   | 5 września 2014(dts)      |
| Rekord Europy              | Patrik Sjöberg     | 2,42  | Sztokholm  | 30 czerwca 1987(dts)      |
| Rekord Europy              | Bohdan Bondarenko  | 2,42  | Nowy Jork  | 14 czerwca 2014(dts)      |

## Minima kwalifikacyjne
Aby zakwalifikować się do mistrzostw, należało wypełnić minimum kwalifikacyjne wynoszące 2,30 m (uzyskane w okresie od 1 października 2016 do 23 lipca 2017).

## Rezultaty

### Eliminacje
Awans: 2,31 m (Q) lub 12 najlepszych rezultatów (q).
| Pozycja | Grupa | Zawodnik               | Państwo                            | 2,17 | 2,22 | 2,26 | 2,29 | 2,31 | Wynik | Uwagi |
| ------- | ----- | ---------------------- | ---------------------------------- | ---- | ---- | ---- | ---- | ---- | ----- | ----- |
| 1       | A     | Mutazz Isa Barszim     | Katar                              | –    | o    | o    | o    | o    | 2,31  | Q     |
| 2       | A     | Bohdan Bondarenko      | Ukraina                            | –    | o    | –    | xo   | o    | 2,31  | Q     |
| 3       | B     | Danił Łysienko         | Autoryzowani lekkoatleci neutralni | o    | o    | o    | o    | xo   | 2,31  | Q     |
| 4       | A     | Tichomir Iwanow        | Bułgaria                           | o    | o    | xo   | xo   | xo   | 2,31  | Q,    |
| 4       | B     | Mateusz Przybylko      | Niemcy                             | o    | o    | xo   | xo   | xo   | 2,31  | Q     |
| 6       | A     | Robert Grabarz         | Wielka Brytania                    | –    | o    | o    | xo   | xxo  | 2,31  | Q,    |
| 7       | A     | Ilja Iwaniuk           | Autoryzowani lekkoatleci neutralni | o    | o    | o    | o    | xxx  | 2,29  | q     |
| 7       | B     | Majed El Dein Ghazal   | Syria                              | o    | o    | o    | o    | xxx  | 2,29  | q     |
| 7       | A     | Bryan McBride          | Stany Zjednoczone                  | o    | o    | o    | o    | xxx  | 2,29  | q     |
| 10      | A     | Eike Onnen             | Niemcy                             | xo   | xo   | o    | o    | xxx  | 2,29  | q     |
| 11      | A     | Edgar Rivera           | Meksyk                             | o    | o    | xxo  | o    | xxx  | 2,29  | q     |
| 12      | A     | Wang Yu                | Chińska Republika Ludowa           | o    | xo   | o    | xo   | xxx  | 2,29  | q     |
| 13      | B     | Andrij Procenko        | Ukraina                            | xo   | o    | xo   | xo   | xxx  | 2,29  |       |
| 14      | B     | Gianmarco Tamberi      | Włochy                             | o    | xo   | xo   | xo   | xxx  | 2,29  | SB    |
| 15      | A     | Talles Frederico Silva | Brazylia                           | o    | o    | xxo  | xo   | xxx  | 2,29  |       |
| 16      | A     | Ricky Robertson        | Stany Zjednoczone                  | o    | o    | xo   | xxo  | xxx  | 2,29  |       |
| 17      | B     | Fernando Ferreira      | Brazylia                           | xo   | xo   | xo   | xxo  | xxx  | 2,29  |       |
| 18      | B     | Michael Mason          | Kanada                             | o    | o    | o    | xxx  |      | 2,26  |       |
| 19      | B     | Eure Yáñez             | Wenezuela                          | xo   | xxo  | o    | xxx  |      | 2,26  |       |
| 20      | A     | Sylwester Bednarek     | Polska                             | o    | o    | xo   | xxx  |      | 2,26  |       |
| 20      | A     | Nauraj Singh Randhawa  | Malezja                            | o    | o    | xo   | xxx  |      | 2,26  |       |
| 22      | B     | Takashi Etō            | Japonia                            | o    | xo   | xxx  |      |      | 2,22  |       |
| 22      | A     | Donald Thomas          | Bahamy                             | o    | xo   | xxx  |      |      | 2,22  |       |
| 24      | B     | Zhang Guowei           | Chińska Republika Ludowa           | xo   | xo   | xxx  |      |      | 2,22  |       |
| 25      | B     | Woo Sang-hyeok         | Korea Południowa                   | xo   | xxo  | xxx  |      |      | 2,22  |       |
| 26      | B     | Jeron Robinson         | Stany Zjednoczone                  | xo   | xxx  |      |      |      | 2,17  |       |
| -       | B     | Erik Kynard            | Stany Zjednoczone                  | xr   |      |      |      |      | NM    |       |

### Finał
| Pozycja | Zawodnik             | Państwo                            | 2,20 | 2,25 | 2,29 | 2,32 | 2,35 | 2,40 | Wynik | Uwagi |
| ------- | -------------------- | ---------------------------------- | ---- | ---- | ---- | ---- | ---- | ---- | ----- | ----- |
| 01 !    | Mutazz Isa Barszim   | Katar                              | o    | o    | o    | o    | o    | xxx  | 2,35  |       |
| 02 !    | Danił Łysienko       | Autoryzowani lekkoatleci neutralni | o    | o    | xo   | o    | xxx  |      | 2,32  |       |
| 03 !    | Majed El Dein Ghazal | Syria                              | o    | o    | xo   | xxx  |      |      | 2,29  |       |
| 4       | Edgar Rivera         | Meksyk                             | o    | o    | xxo  | xxx  |      |      | 2,29  |       |
| 5       | Mateusz Przybylko    | Niemcy                             | o    | xo   | xxo  | xxx  |      |      | 2,29  |       |
| 6       | Robert Grabarz       | Wielka Brytania                    | o    | o    | xxx  |      |      |      | 2,25  |       |
| 6       | Ilja Iwaniuk         | Autoryzowani lekkoatleci neutralni | o    | o    | xxx  |      |      |      | 2,25  |       |
| 8       | Bryan McBride        | Stany Zjednoczone                  | o    | xo   | xxx  |      |      |      | 2,25  |       |
| 9       | Bohdan Bondarenko    | Ukraina                            | –    | xxo  | –    | xxx  |      |      | 2,25  |       |
| 10      | Eike Onnen           | Niemcy                             | xxo  | xxx  |      |      |      |      | 2,20  |       |
| -       | Tichomir Iwanow      | Bułgaria                           | xr   |      |      |      |      |      | NM    |       |
| -       | Wang Yu              | Chińska Republika Ludowa           |      |      |      |      |      |      | DNS   |       |